# Jumas
Pour les groupes ethniques autochtones de la région du Bangladesh, voir Jummas.
Pour les articles homonymes, voir Yuma.
Les jumas ou yumas sont un peuple indigène du Brésil possédant un territoire situé près de la ville de Lábrea, à proximité du rio Açuã (en), dans la région du sud de l'État d'Amazonas,.
Ils parlent le dialecte juma (pt) de la langue kagwahiva (pt), qui appartient au groupe de langues tupi-guarani,,,,,.

## Histoire
Au XVIIIe siècle, il est probable que les Jumas comptaient 12 à 15 mille personnes et alors que cette population était du même ordre au début du XXe siècle, les massacres successifs et l'expansion des fronts extractifs l'ont réduite à quelques dizaines dans les années 1960. En 2002, il ne restait plus que cinq individus : un père avec ses trois filles et une petite-fille,. Au moins jusqu'en 2020, ils ont été déplacés de leur territoire, dans le village d'Alto Jamary, auprès de l'ethnie des Uru-eu-uau-uaus (pt), où les quatre derniers individus de l'époque ont épousé des individus de cette autre ethnie ; les petits-enfants portent les deux ethnies dans leur sang.
Amoim Aruká, le père de cette famille, obtient le statut officiel de « terre indigène » pour le territoire juma, ce qui lui permet d'être protégé par la constitution.
En février 2021, Amoim Aruká, le dernier homme Juma, meurt de la Covid-19, à Porto Velho, laissant ses trois filles, Borehá, Maitá et Mandeí, comme dernières représentantes de leur peuple,.